# Rainer Maria Bösel
Rainer Maria Bösel  (* 31. Januar 1944 in Wien) ist ein österreichisch-deutscher Hirnforscher.

## Werdegang
Rainer Bösel studierte ab 1962 Mathematik, Zoologie und Psychologie an den Universitäten Wien und Salzburg. Er promovierte 1969  mit einer Arbeit über Gliazellen bei Schildkröten zum Dr. phil. Nach Forschungsaufenthalten an der Universität für Bodenkultur Wien und am Max-Planck-Institut für Entwicklungsbiologie in Tübingen erhielt er eine Assistenzprofessur am Institut für Psychologie der Freien Universität Berlin. 
Er war von 1980 bis 2010 Professor für Psychologie und Leiter der Arbeitsgruppe für Kognitive Neuropsychologie an der Freien Universität Berlin, in der u. a. Axel Mecklinger, Stefan Pollmann, Rainer Wieland und Wolf Schwarz arbeiteten. Von 2010 bis 2013 war Rainer Bösel Professor für Allgemeine Psychologie an der International Psychoanalytic University Berlin, wo er den BA-Studiengang für Psychologie aufbaute.
Rainer Bösel war bis 2001 im Wissenschaftlichen Beirat des Instituts für den wissenschaftlichen Film in Göttingen. 

## Wirken
Rainer Bösel beschäftigte sich vor allem mit der Entwicklung von EEG-Methoden, mit denen er Aufmerksamkeitsprozesse untersuchte. Gegenwärtig ist er als Sachbuchautor zu Fragen des Zusammenhangs von Gehirntätigkeit und Denken tätig. Er vertritt in der Bewusstseinsfrage einen naturalistischen Standpunkt. Allerdings verteidigt er die Nützlichkeit einer Zuschreibung von Willensfreiheit, nicht zuletzt weil die psychologische Forschung autonome Personen voraussetzt. Das Konstrukt der Person erklärt er als Verallgemeinerung oder Weiterführung von Einzelbeobachtungen und von Fremdzuschreibungen und damit als Produkt typischer Funktionen von Stirnhirnmechanismen. Diese greifen beim Menschen auch auf den medialen Präfrontalcortex zu, der veranlasst, dass das Selbst (bzw. der Andere) als Akteur verstanden wird. Aufgrund informationstheoretischer Überlegungen schließt er, dass ästhetisches Empfinden aus Aggregaten entsteht, deren Entstehung Zufallsgesetzen gehorcht.

## Werke (Auswahl)

### Monografien
- Wie das Gehirn „Wirklichkeit“ konstruiert. Kohlhammer, Stuttgart 2016, ISBN 978-3-17-030265-5.
- Klugheit. Schattauer, Stuttgart 2014, ISBN 978-3-7945-3053-3.
- Warum ich weiß, was du denkst. Galila, Etsdorf 2012, ISBN 978-3-902533-4-25.
- Das Gehirn. Kohlhammer, Stuttgart 2006, ISBN 978-3-17-019183-9.
- Einführung in die Psychologie. zus. mit Dieter Ulich. Kohlhammer, Stuttgart 2005, ISBN 3-17-018414-8
- Denken. Hogrefe, Göttingen 2001, ISBN 3-8017-1267-2.
- Gehirn und Denken. (CD-ROM), Hogrefe, Göttingen 1999 (2. Auflage, 2000), ISBN 3-8017-1346-6.
- Die EEG-Grundaktivität. Roderer, Regensburg 1996, ISBN 3-89073-858-3.
- Biopsychologie der Emotionen. De Gruyter, Berlin 1986, ISBN 3-11-010961-1.
- Physiologische Psychologie. De Gruyter, Berlin 1981 (2. Auflage 1987), ISBN 3-11-010962-X.
- zus. mit anderen Autoren: Stress. Hoffmann & Campe, Hamburg 1978, ISBN 3-455-09222-5.
- Signalverarbeitung in Nervennetzen. Reinhardt, München 1977, ISBN 3-497-00832-X.
- Humanethologie. Kohlhammer, Stuttgart 1974, ISBN 3-17-002006-4.

### Forschungsfilme
- Paula. Szenen aus dem Leben einer jungen Frau. Berlin 1976 (Hochschulfilm).
- Ein Versuch zur kognitiven Emotionstheorie. Institut für den Wissenschaftlichen Film, Göttingen 1978.